# Paraeumigus diversipes
Paraeumigus diversipes är en insektsart som beskrevs av Boris Petrovich Uvarov 1927. Paraeumigus diversipes ingår i släktet Paraeumigus och familjen Pamphagidae. Inga underarter finns listade i Catalogue of Life.